# Thomas Hettche
Thomas Hettche (* 30. listopadu 1964, Treis an der Lumda, Hesensko) je německý spisovatel.

## Život
Thomas Hettche se narodil 30. listopadu 1964 v Treisu u Gießenu. Jeho matka pochází ze Sudet. Hettche vyrůstal poblíž Gießenu, kde chodil do školy a roku 1984 maturoval. Poté studoval v letech 1984 až 1991 germanistiku, filozofii a filmovou vědu na univerzitě ve Frankfurtu nad Mohanem. Diplomovou práci sepsal k dílu Roberta Musila. Po studiích se zpočátku živil jako novinář, psal mj. pro Frankfurter Allgemeine Zeitung a Neue Zürcher Zeitung.

## Publikační činnost
Za svoji literární činnost byl k roku 2016 již třikrát nominován (2006 – finalista, 2010 – širší nominace, 2014 – finalista) na Německou knižní cenu.

### České překlady
- Paví ostrov [ukázka z románu], in: Plav, č. 7–8/2016, str. 36–40, přel. Eva Marková